# Kato Airline
Kato Airline – norweska linia lotnicza z siedzibą w Evenes. Głównym hubem był port lotniczy Harstad/Narwik.